# Barbara Pravi
Barbara Piévic, beter bekend als Barbara Pravi (Parijs, 10 april 1993), is een Franse zangeres.

## Biografie
Piévic werd geboren in de Franse hoofdstad Parijs uit een familie van artiesten en muzikanten. Haar grootvader aan vaders zijde was van Servische afkomst, haar moeder heeft Iraanse roots. Ze nam de artiestennaam Pravi aan als verwijzing naar het Servische woord prava, hetgeen authentiek betekent.
Barbara Pravi kreeg in 2014 voor het eerst een platencontract aangeboden. In 2016 zong ze voor de Duits-Zwitserse film Heidi de Franstalige versie van het filmlied in, On m’appelle Heidi. Later dat jaar speelde ze de rol van Solange Duhmale in de muzikale komedie Un été 44. Haar eerste single, Pas grandir getiteld, kwam er in 2017. Twee jaar later schreef ze Bim bam toi, de Franse bijdrage op het Junior Eurovisiesongfestival 2019. Carla Lazzari wist hiermee vijfde te eindigen. Een jaar later schreef ze J'imagine, waarmee Valentina Tronel het Junior Eurovisiesongfestival 2020 won. Begin 2021 nam ze zelf deel aan de Franse preselectie voor het Eurovisiesongfestival. Met het nummer Voilà won ze, waardoor ze Frankrijk mocht vertegenwoordigen op het Eurovisiesongfestival 2021, waar ze tweede werd. 
Op 27 augustus 2021 bracht Pravi haar debuutalbum On n'enferme pas les oiseaux uit.

## Discografie

### Ep's
- 2018: Barbara Pravi[3]
- 2020: Reviens pour l’hiver
- 2021: Les prières
- 2021: Les prières - racines
- 2023: Les prières - guérir

### Albums
- 2021: On n'enferme pas les oiseaux
- 2024:  La Pieva

### Singles
| Single met eventuele hitnotering(en) in de Nederlandse Top 40 | Datum van verschijnen | Datum van binnenkomst | Hoogste positie | Aantal weken | Opmerkingen                          |
| ------------------------------------------------------------- | --------------------- | --------------------- | --------------- | ------------ | ------------------------------------ |
| Voilà                                                         | 2021                  | 29-05-2021            | tip12           |              | Inzending Eurovisiesongfestival 2021 |

| Single met hitnotering(en) in de Vlaamse Ultratop 50 | Datum van verschijnen | Datum van binnenkomst | Hoogste positie | Aantal weken | Opmerkingen                          |
| ---------------------------------------------------- | --------------------- | --------------------- | --------------- | ------------ | ------------------------------------ |
| Voilà                                                | 2021                  | 29-05-2021            | 26              | 6            | Inzending Eurovisiesongfestival 2021 |

#### NPO Radio 2 Top 2000
| Nummer met noteringen in de NPO Radio 2 Top 2000 | '21 | '22 | '23 | '24 |
| ------------------------------------------------ | --- | --- | --- | --- |
| Voilà                                            | 678 | 262 | 156 | 151 |

1. ↑  Een vetgedrukt getal geeft de hoogste notering aan.
2. ↑  2021 was het eerste jaar met een notering voor dit nummer.